# Parijs-Roubaix 1996
De 94ste Parijs-Roubaix werd gehouden op zondag 14 april 1996. De wedstrijd werd voor de eerste keer gewonnen door Johan Museeuw. Het parcours was 263,5 km lang.

## Decoupvan Mapei
De editie van 1996 werd gekleurd door het Italiaanse Mapeiteam. In het Franse dorpje Tilloy-lez-Marchiennes, op de kasseistrook van Warlaing naar Brillon, glipten de Belg Johan Museeuw en de Italianen Andrea Tafi en Gianluca Bortolami ervandoor. De drie renners waren ploegmaten en werkten uitstekend samen om voorop te blijven. Op tachtig kilometer van de aankomst legde Mapei de koers in een definitieve plooi, zo zou blijken. Het was ongezien, dat de kopgroep bestond uit enkel ploegmaten. Mapeirenner Franco Ballerini, de winnaar van de vorige editie, was in eerste instantie eveneens bij de aanval betrokken. Zijn aandeel duurde slechts enkele meters. Een lekke band besliste namelijk anders en de Italiaan werd teruggeslagen. Ballerini kreeg met drie lekke banden af te rekenen. Hij had er al twee gehad voor de beslissende aanval van zijn ploegmaten. Ballerini werd vijfde.
De drie besloten niet om de zege te spurten, aangezien ploegbaas Giorgio Squinzi op vijftien kilometer van de streep beslist had dat Museeuw moest winnen. Squinzi had de drie ingelicht via ploegleider Patrick Lefevere. Gianluca Bortolami 'moest en zou' tweede worden en Andrea Tafi derde. Viervoudig winnaar Roger De Vlaeminck, met Mark Vanlombeek de commentator op de Vlaamse televisie, noemde de situatie "genânt" na een lekke band voor Museeuw op de kasseistrook van Hem. Bortolami en Tafi wachtten hem op in plaats van door te rijden. Museeuw getuigde in het programma Belga Sport dat hij het zaakje niet vertrouwde en dat hij vreesde dat ze precies daar zouden doorrijden en de "afspraak niet zouden naleven". De situatie was een unicum voor een prestigieuze wielerklassieker als Parijs-Roubaix.
Op de velodroom reden de drie Mapei-renners bijna gelijktijdig over de streep. Ze staken alle drie de handen in de lucht, omdat het in hun ogen een gezamenlijke overwinning was. In totaal stonden er vijf Italianen in de top tien. Tristan Hoffman werd eerste Nederlander op de twaalfde plaats. De Italianen van Mapei, Gianluca Bortolami en Andrea Tafi, offerden strikt genomen weloverwogen hun individuele afspraak met de wielergeschiedenis op voor Mapei-baas Squinzi om voor een uniek doch bizar moment in de wielergeschiedenis te zorgen. Tafi won Parijs-Roubaix uiteindelijk toch één keer, in 1999. Bortolami zou de De Hel van het Noorden nooit winnen.

## Uitslag
| Rang | Renner              | Land                | Ploeg      | Tijd      |
| ---- | ------------------- | ------------------- | ---------- | --------- |
| 1    | Johan Museeuw       | Vlag van België     | Mapei-GB   | 6h 38'10" |
| 2    | Gianluca Bortolami  | Vlag van Italië     | Mapei-GB   | z.t.      |
| 3    | Andrea Tafi         | Vlag van Italië     | Mapei-GB   | z.t.      |
| 4    | Stefano Zanini      | Vlag van Italië     | Gewiss     | + 2'38"   |
| 5    | Franco Ballerini    | Vlag van Italië     | Mapei-GB   | z.t.      |
| 6    | Andrei Tchmil       | Vlag van Oekraïne   | Lotto      | + 5'27"   |
| 7    | Brian Holm          | Vlag van Denemarken | Telekom    | z.t.      |
| 8    | Vjatsjeslav Jekimov | Vlag van Rusland    | Rabobank   | z.t.      |
| 9    | Francis Moreau      | Vlag van Frankrijk  | GAN        | z.t.      |
| 10   | Marco Milesi        | Vlag van Italië     | Brescialat | z.t.      |